# باب الخميس (سلا)
باب الخميس أو باب فاس هو باب تاريخي يقع في الجهة الشرقية من سور المدينة العتيقة لسلا بالمغرب، و يعدّ من أقدم أبواب المدينة. أُغلق الباب نهائيا سنة 1991، وبقيت البوابة الصغيرة قربه مفتوحة للسماح بتنقل المواطنين. يعرف باب الخميس بمدفعين حربيين مستقرين حوله، مما يجعله من أشهر معالم سلا.

## أصل التسمية

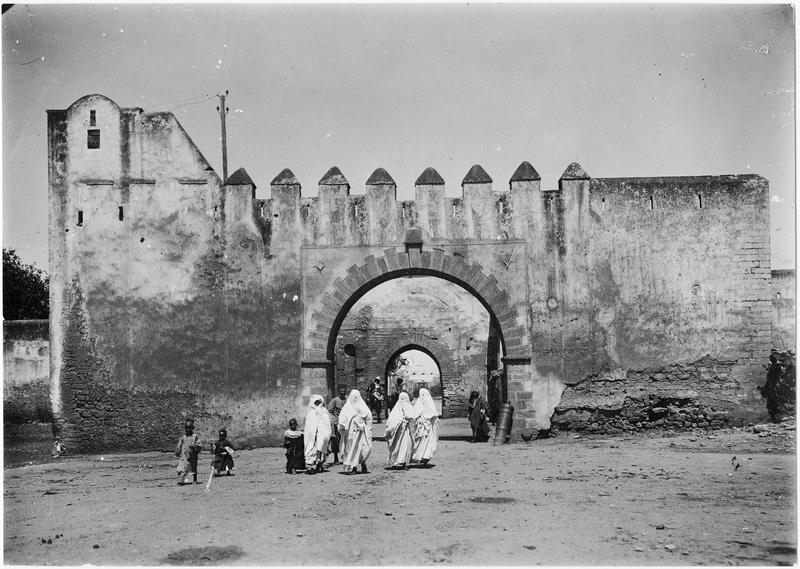
باب الخميس سنة 1916

سمّي الباب عند بنائه بباب فاس، وذلك كونه يقع بالجهة الشرقية لمدينة سلا، وهو بداية الطريق بالنسبة لمن يرغب في التنقل لمدينة فاس. لاحقا، وعند انطلاق سوق أسبوعي حوله خلال كل خميس، أخد اسم ذلك اليوم، وأصبح يعرف كذلك بباب الخميس.
بعد توسع مدينة سلا خلال القرن العشرين، وبعد بناء عدة طرقات، توقّف سوف المواشي الذي لم يبق له مكان خارج الباب، ولكن الباب لازال رغم ذلك يحمل اسم يوم الخميس.

## تاريخه
```
يعتبر باب الخميس من أقدم أبواب مدينة سلا، إذ يرجع بناؤه الأول إلى عصر المرابطين.
[
3
]
 سنة 1356، أسس السلطان 
أبو عنان المريني
 خارج هذا الباب 
زاوية النساك
 التي آوت شخصيات بارزة في ميدان العلم والتصوف، ومن ثم مثل هذا الباب يعد ممرا رئيسيا للتوجه إلى هذه الزاوية للأخذ عن علمائها أو للانقطاع إلى الله والركون إليه.
```

أعيد إصلاح الباب خلال القرن التاسع عشر.

## شكله واستغلاله
يتكون باب الخميس من برجين مربعين، ويستخدم فضاؤه حاليا كرواق ومعرض ومكان لعرض مختلف الأعمال الثقافية والفنية والأديبة بمدينة سلا.
تاريخيا كان باب الخميس يربط بين وسط المدينة وبواديها، حيث شكل لسكان السهول وحصين نقطة عبور رئيسية لقضاء مآربهم بسلا. كما كان المزارعون السلاويون يتوجهون انطلقا منه إلى هاتين المنطقتين أو إلى الضواحي المؤدية إليهما لمباشرة أراضيهم الزراعية في حين كانت فئة أخرى تعبره لاستغلال أحواض الملح الموجودة بكثرة بالولجة.